# تیم ملی بسکتبال الجزایر
تیم ملی بسکتبال الجزایر، نماینده الجزایر در رقابت های بین‌المللی است که توسط فدراسیون بسکتبال این کشور اداره می شود.

## تاریخچه
تیم الجزایر برای اولین بار در سال ۲۰۰۲ در جام جهانی شرکت کرد. این مسابقات به گروه "مرگ" (در کنار میزبان ایالات متحده ،آلمان و چین) رسید ،آنها نخستین بازی دور مقدماتی خود را در برابر آمریکا ۱۰۰-۶۰ و همچنین بازی های دور دوم و سوم اول خود مقابل چین (۸۲-۹۶) و آلمان (۷۰-۱۰۲) به دست آوردند. به مکان چهارم گروه رسیدند.